# Cupania racemosa
Cupania racemosa är en kinesträdsväxtart som först beskrevs av Vell., och fick sitt nu gällande namn av Ludwig Radlkofer. Cupania racemosa ingår i släktet Cupania och familjen kinesträdsväxter. Inga underarter finns listade i Catalogue of Life.